# Włośnica zielona
Włośnica zielona, dziki ber (Setaria viridis) – gatunek roślin jednorocznych z rodziny wiechlinowatych. Występuje w południowej i środkowej Europie, północnej Afryce, w Azji sięgając na południowym wschodzie po Nową Gwineę i Australię. Introdukowany do północnej Europy, na oba kontynenty amerykańskie i do Nowej Zelandii. W polskiej florze archeofit pospolicie występujący na całym niżu i w niższych położeniach górskich.

## Morfologia

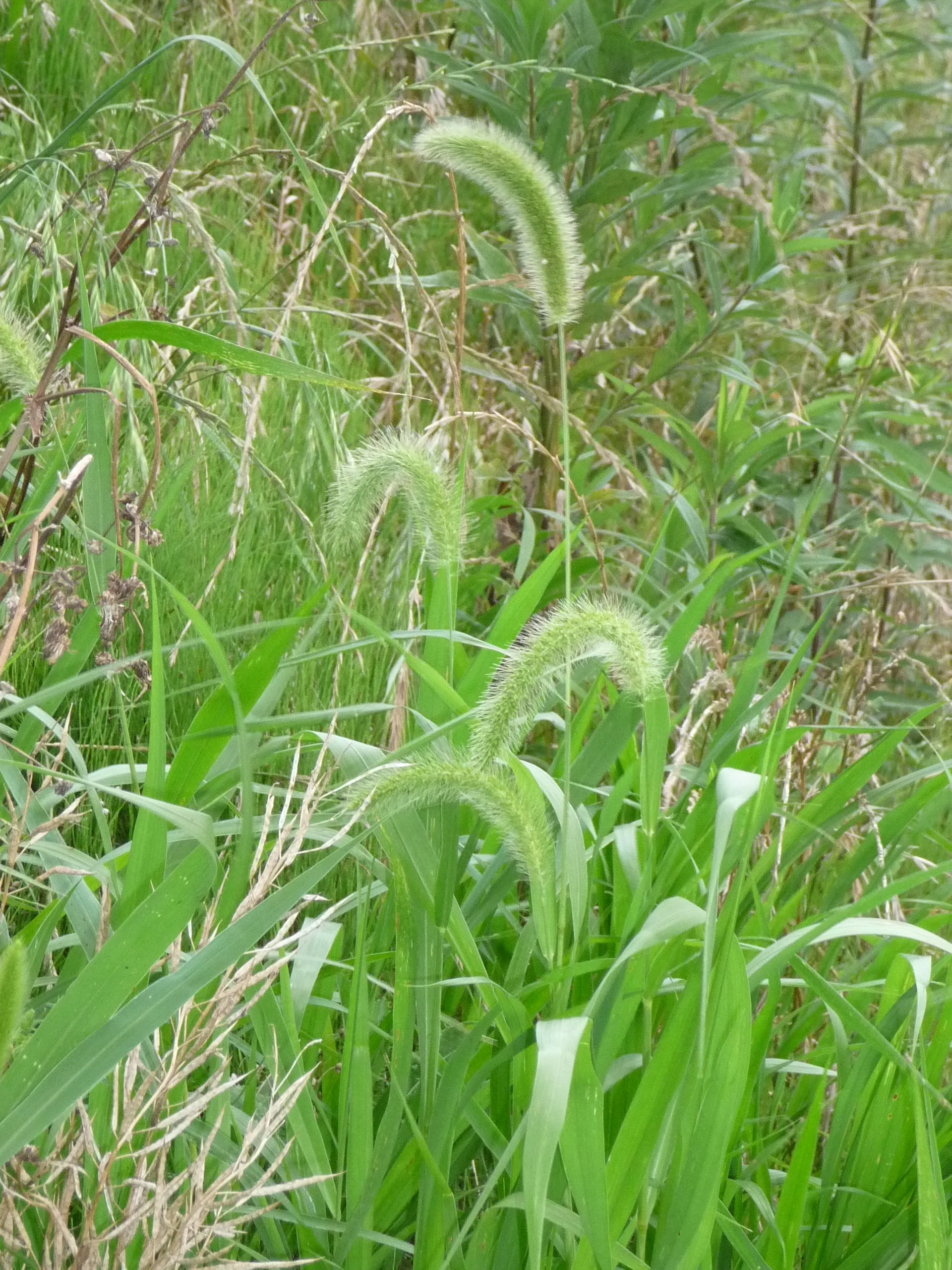
Pokrój

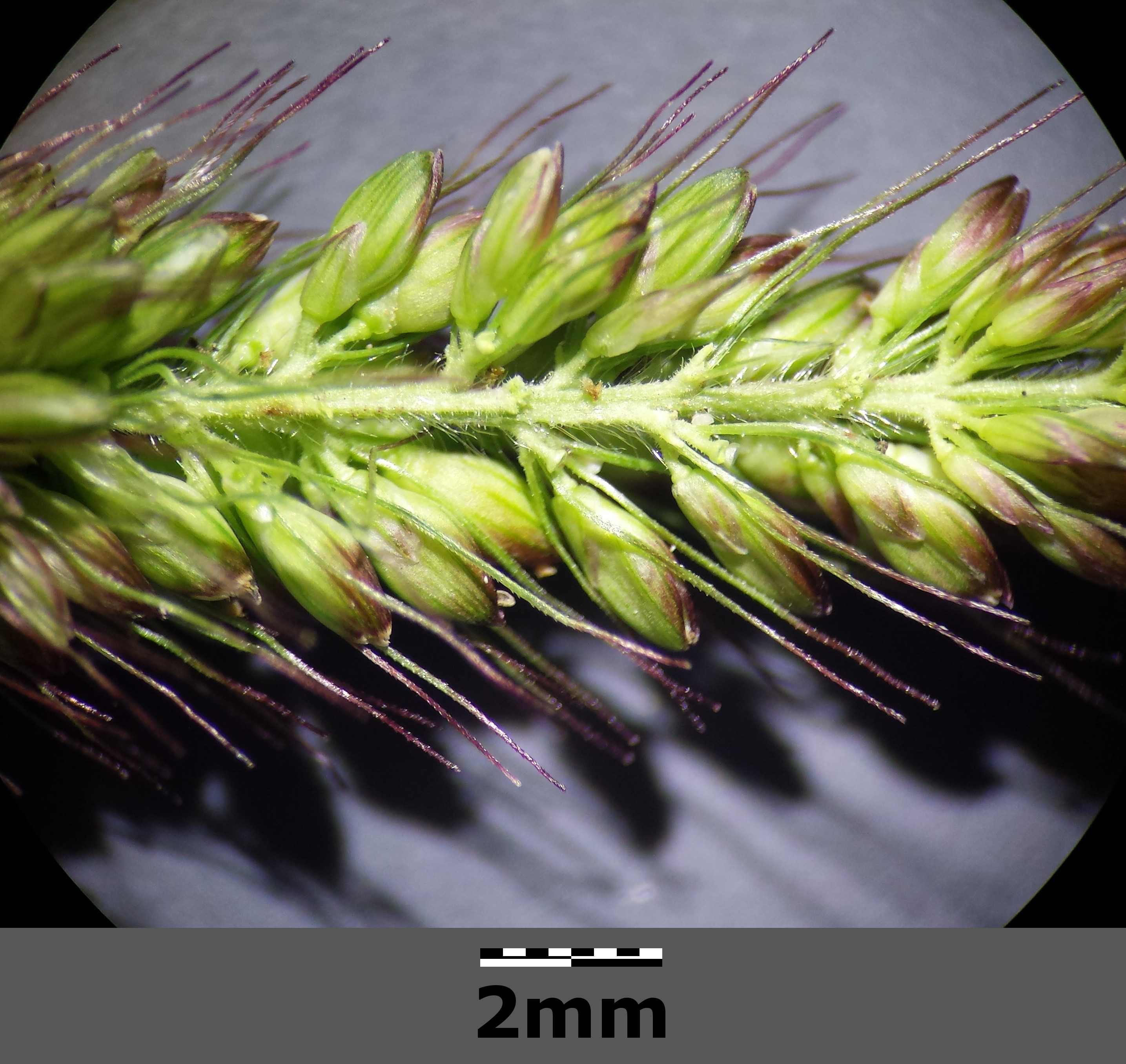
Kwiatostan z kosmato owłosioną osią

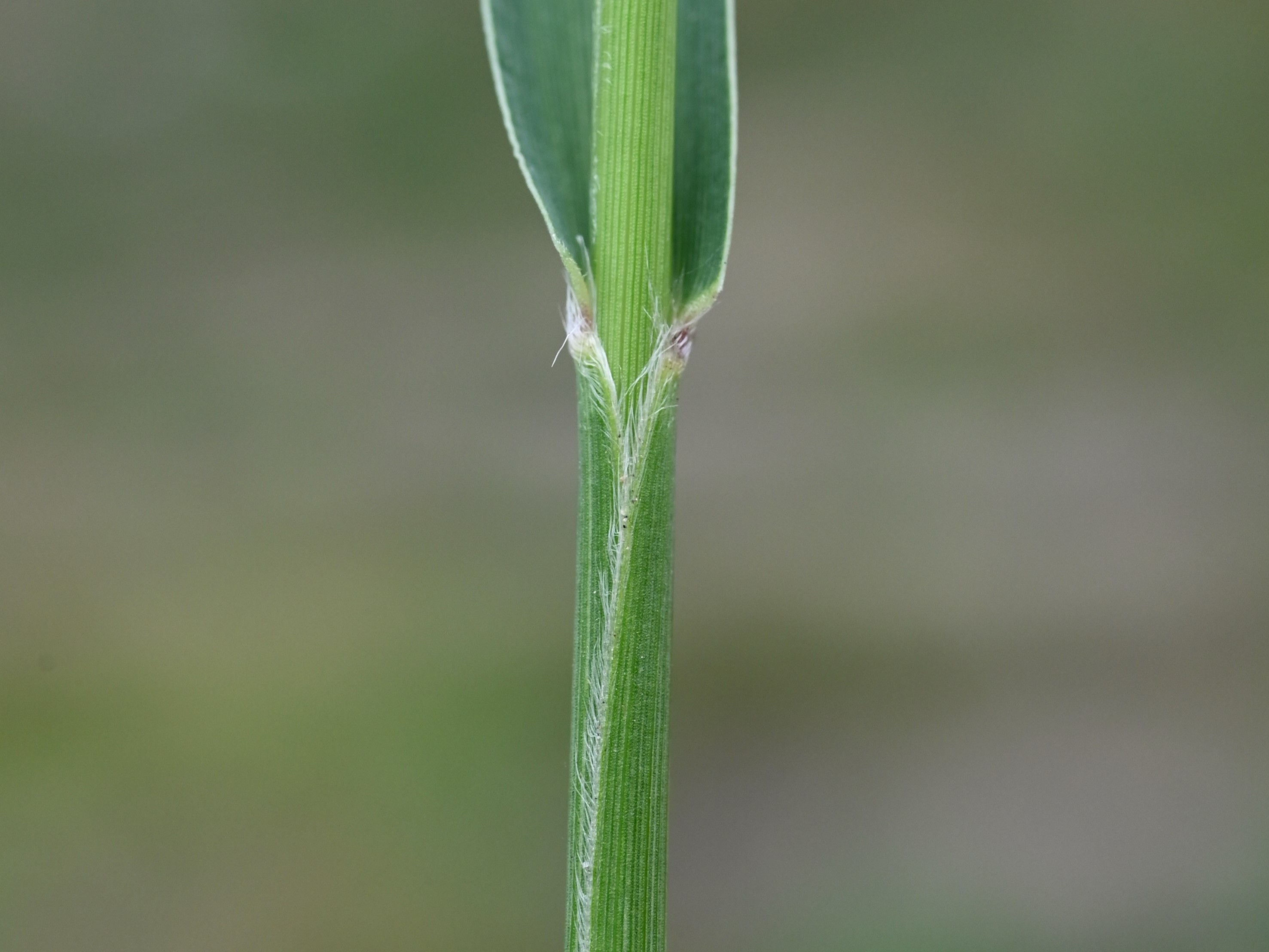
Nasada blaszki i owłosiony brzeg pochwy liściowej

PokrójTworzy gęste kępy.
ŁodygaŹdźbła cienkie, podnoszące się, u nasady rozgałęzione, dorasta od 10–100 cm. Źdźbło w górnej części szorstkie ku dołowi – ma zadziorki skierowane ku górze.
LiścieLancetowate, równowąskie, z niebieskim nalotem, nagie, ale z włoskami wzdłuż brzegów pochew. Górna część blaszki liściowej szorstka, dolna – mniej szorstka.
KwiatyKłoski o długości do 2,3 mm, zebrane w zbitą wiechę walcowatego kształtu, u dołu nie przerywaną lub rzadko i niewyraźnie. Oś kwiatostanu jest kosmato owłosiona, pod kłoskiem szorstkie szczeciny o długości 5–10 mm, barwy zielonej lub fioletowej. Druga plewa zakrywa całkowicie plewkę dolną, która jest nieco wydęta i pokryta poprzecznie niewielkimi guzkami. Kłoski odpadają od wiechy w całości.
OwocZielone (również po dojrzeniu) ziarniaki.
Gatunki podobneWłośnica sina Setaria pumila ma brzegi pochew liściowych nieowłosione na brzegu, za to u nasady blaszki liściowej znajdują się długie, odstające włoski. Owłosione brzegi pochew i nagie blaszki mają także włośnica okółkowa S. verticillata i włośnica zwodnicza S. decipiens. Obie różnią się przerywaną, dolną częścią kłosa. Włośnica okółkowa ma poza tym w górnej części źdźbła zadziorki w dół skierowane (są szorstkie ku górze). Włośnica zwodnicza ma oś kłoska pokrytą tylko krótkimi szczecinkami.

## Biologia i ekologia
Roślina rosnąca jako pospolity chwast w ogrodach i na polach uprawnych oraz na odłogach. Lubi gleby piaszczyste, świeże. W klasyfikacji zbiorowisk roślinnych gatunek charakterystyczny dla All. Panico-Setarion. Kwitnie od lipca do września.

## Zastosowanie
Dawniej włośnica zielona, jak również włośnica sina były uprawiane jako rośliny zbożowe – z ziarniaków robiono kaszę.